# Vallès Oriental

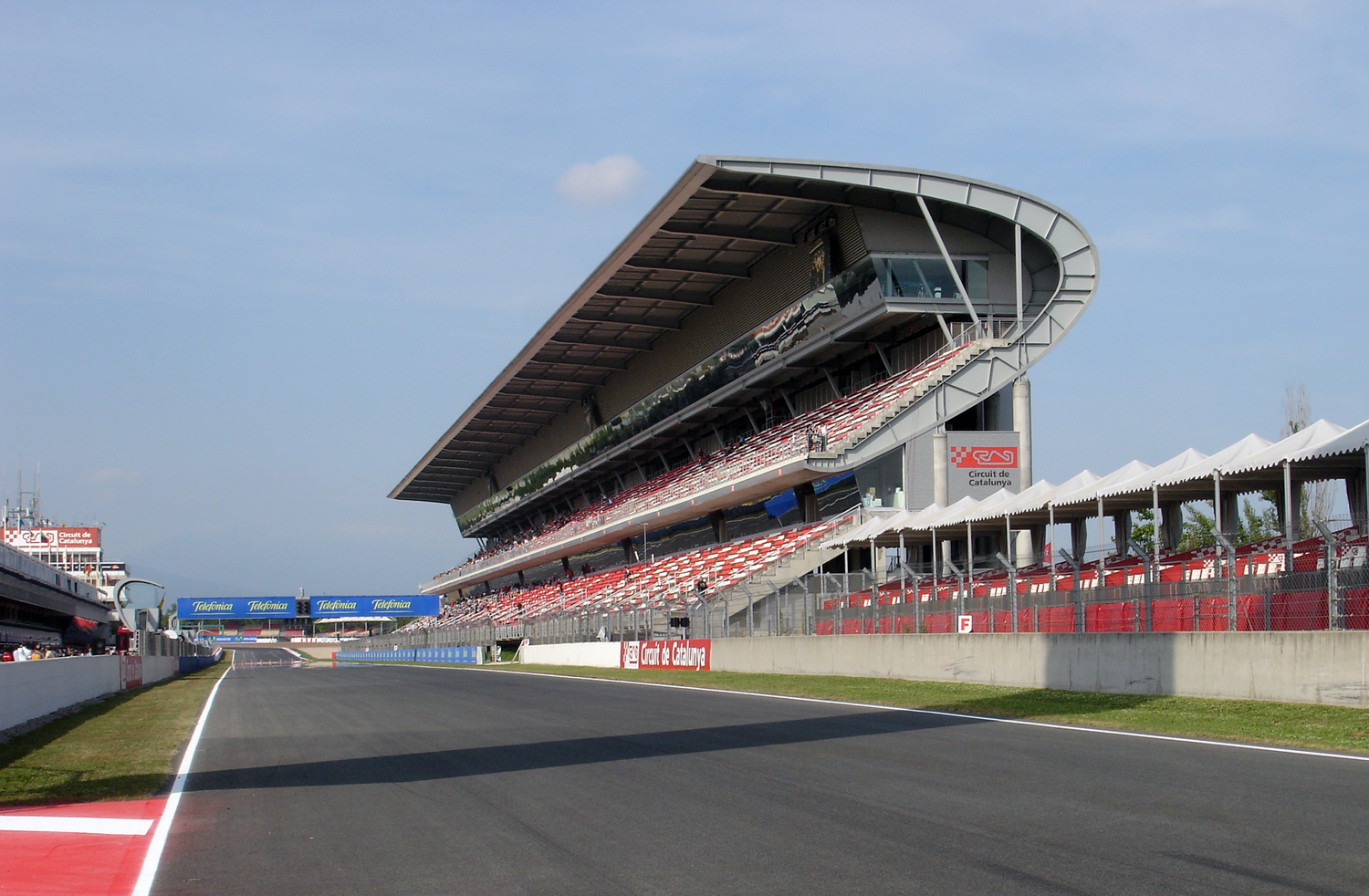
Montmeló, Circuit de Catalunya

Vallès Oriental (spanyolul Vallés Oriental) járás (comarca) Katalóniában, Barcelona tartományban. Vallès Oriental Osona, Selva, Maresme, Barcelonès, Vallès Occidental és Moianès comarcákkal határos.

## Települések
A települések utáni szám a népességet mutatja.
- Aiguafreda - 2 308
- L’Ametlla del Vallès - 7 319
- Bigues i Riells del Fai - 7 155
- Caldes de Montbui - 15 536
- Campins - 354
- Canovelles - 14 668
- Cànoves i Samalús - 2 375
- Cardedeu - 15 018
- Castellcir - 528
- Castellterçol - 2 195
- Figaró-Montmany - 1 020
- Fogars de Montclús - 417
- Les Franqueses del Vallès - 15 196
- La Garriga - 13 471
- Granera - 79
- Granollers - 57 796
- Gualba - 988
- La Llagosta - 13 455
- Lliçà d’Amunt - 12 439
- Lliçà de Vall - 5 821
- Llinars del Vallès - 8 166
- Martorelles - 4 903
- Mollet del Vallès - 51 218
- Montmeló - 8 804
- Montornès del Vallès - 14 190
- Montseny - 306
- Parets del Vallès - 16 202
- La Roca del Vallès - 8 946
- Sant Antoni de Vilamajor - 4 627
- Sant Celoni - 15 081
- Sant Esteve de Palautordera - 1 961
- Sant Feliu de Codines - 5 282
- Sant Fost de Campsentelles - 7 265
- Sant Pere de Vilamajor - 3 444
- Sant Quirze Safaja - 543
- Santa Eulàlia de Ronçana - 5 814
- Santa Maria de Martorelles - 763
- Santa Maria de Palautordera - 7 762
- Tagamanent - 265
- Vallgorguina - 1 881
- Vallromanes - 1 911
- Vilalba Sasserra - 564
- Vilanova del Vallès - 3 282